# Championnat d'Europe de poursuite masculin
Pour les articles homonymes, voir Championnat d'Europe de poursuite.
Le Championnat d'Europe de poursuite masculin est le championnat d'Europe de poursuite organisé annuellement par l'Union européenne de cyclisme dans le cadre des championnats d'Europe de cyclisme sur piste élites.

## Palmarès
| Année | Or                 | Argent               | Bronze              |
| ----- | ------------------ | -------------------- | ------------------- |
| 2014  | Andrew Tennant     | Alexander Evtushenko | Kersten Thiele      |
| 2015  | Stefan Küng        | Domenic Weinstein    | Dion Beukeboom      |
| 2016  | Corentin Ermenault | Filippo Ganna        | Dion Beukeboom      |
| 2017  | Filippo Ganna      | Ivo Oliveira         | Domenic Weinstein   |
| 2018  | Domenic Weinstein  | Ivo Oliveira         | Claudio Imhof       |
| 2019  | Corentin Ermenault | Domenic Weinstein    | Felix Groß          |
| 2020  | Ivo Oliveira       | Jonathan Milan       | Lev Gonov           |
| 2021  | Jonathan Milan     | Lev Gonov            | Claudio Imhof       |
| 2022  | Nicolas Heinrich   | Davide Plebani       | Manlio Moro         |
| 2023  | Jonathan Milan     | Daniel Bigham        | Tobias Buck-Gramcko |
| 2024  | Daniel Bigham      | Charlie Tanfield     | Rasmus Pedersen     |
| 2025  | Josh Charlton      | Ivo Oliveira         | Michael Gill        |

## Tableau des médailles
| Rang  | Nation          | Or | Argent | Bronze | Total |
| ----- | --------------- | -- | ------ | ------ | ----- |
| 1     | Italie          | 3  | 3      | 1      | 7     |
| 2     | Grande-Bretagne | 3  | 2      | 1      | 6     |
| 3     | Allemagne       | 2  | 2      | 4      | 8     |
| 4     | France          | 2  | 0      | 0      | 2     |
| 5     | Portugal        | 1  | 3      | 0      | 4     |
| 6     | Suisse          | 1  | 0      | 2      | 3     |
| 7     | Russie          | 0  | 2      | 1      | 3     |
| 8     | Pays-Bas        | 0  | 0      | 2      | 2     |
| 9     | Danemark        | 0  | 0      | 1      | 1     |
| Total | Total           | 12 | 12     | 12     | 36    |